# Tell el-Maskhouta
Tell el-Maskhouta (تل المسخوطة - le Tell de l'Idole), en égyptien ancien Tjékou ou Per-Atum, Pithôm en hébreu, issu de l'égyptien ancien pr-Tm(w) —la maison du dieu Atoum—, se situe dans la région du ouadi Tumilat dans l'est du delta du Nil à environ seize kilomètres à l'ouest d'Ismaïlia.